# Anders W. Berthelsen
Anders W. Berthelsen, född 28 september 1969 i Rødovre, är en dansk skådespelare. Berthelsen fick sitt genombrott i den danska TV-serien Taxa. Efter detta har han varit med i bland annat Mifune, Italienska för nybörjare och Krönikan.

## Filmografi i urval
- Portland (1996)
- Taxa (1997–1999)
- Mifune (1999)
- Pizza King (1999)
- Italienska för nybörjare (2000)
- Vikten av vatten (2000)
- Fukssvansen (2001)
- Klättertjuven (2002)
- Se dagens lys (2003)
- Blinded (2004)
- Tæl til 100 (2004)
- Den tredje makten (2004)
- Krönikan (2004–2007)
- Drømmen (2006)
- Der var en gang en dreng (2006)
- Den sorte Madonna (2007)
- Cecilie (2007)
- Kærlighed på film (2007)
- De glömda själarnas ö (2007)
- Från olika världar (2008)
- Dansen (2008)
- Det som ingen vet (2008)
- Ditte och Louise (2015–2016)
- DNA (2019)
- 2024 – Barnen från Silvergatan
- 2025 – Hunger
- 2025 – Begravda hemligheter (TV-serie)